# Isle-sur-Marne
Isle-sur-Marne è un comune francese di 114 abitanti situato nel dipartimento della Marna nella regione del Grand Est.

## Società

### Evoluzione demografica
Abitanti censiti